# Perístasis

Planta de un templo períptero con perístasis.

La perístasis (en griego περίστασις ‘espacio de alrededor’) es un pórtico columnado alrededor de la cella de un templo períptero de la Antigua Grecia o de los templos romanos.
Esto permitía pasar a los sacerdotes rodeando la cella, entre filas de columnas (como un corredor en anillo o pteron), en las procesiones rituales. En el caso de que la galería de columnas rodeen un patio o jardín, se habla entonces de peristilo, no de perístasis.
La gran mayoría son cuadrangulares (con las excepciones del templo en tholos o monópteros, que son circulares). Las filas y el número de columnas que conforman los diferentes tipos de templos griegos, se resumen como sigue:
| Nombre del templo | Número de filas de columnas |
| ----------------- | --------------------------- |
| Períptero         | 1 (cuadrangular)            |
| Díptero           | 2 (cuadrangular)            |
| Monóptero         | 1 (circular)                |
| Tholos            | 1 (circular)                |

- El templo pseudoperíptero (pseudés significa ‘falso’, y de ahí ‘falso períptero’) parece estar rodeado por una perístasis, pero en realidad las columnas son sólo la mitad, ya que se adosan a la pared.

- El templo pseudodíptero, con el mismo significado que el anterior, es un templo rodeado de una sola fila de columnas, pero el espacio entre la perístasis y la cella puede albergar una segunda hilera de columnas, como los templos dípteros.

El número de columnas situadas en el exterior de la fachada define también a los templos:
| Nombre del templo | Número de columnas frontales |
| ----------------- | ---------------------------- |
| tetrástilo        | 4                            |
| hexástilo         | 6                            |
| heptásilo         | 7                            |
| octásilo          | 8                            |
| enástilo          | 9                            |
| decástilo         | 10                           |
| dodecástilo       | 12                           |

A finales del período geométrico, será cuando las columnas de la fachada sean pares, con mayor incidencia en número de seis (hexástilo).
- Datos: Q288078